# Celastrina lucia
Celastrina lucia is een vlinder uit de familie van de Lycaenidae. De wetenschappelijke naam van de soort is voor het eerst gepubliceerd in 1837 door William Kirby.
De soort komt voor in Canada en de Verenigde Staten.